# Табу (фильм, 1999)
«Табу́» (яп. 御法度 Гохатто) — последний кинофильм режиссёра Нагисы Осимы, вышедший на экраны в 1999 году. Фильм рассказывает о жизни в тренировочном лагере самураев в конце самурайской эры (1860-е годы), в частности, показывает однополые отношения согласно традиции сюдо.

## Сюжет
В начале фильма молодой и красивый юноша Кано Содзабуро поступает в Синсэнгуми, элитное подразделение полиции под руководством Кондо Исами, призванное защищать сёгунат от бунтовщиков. Он бесстрашен и умело управляется с мечом. Но его внешность очаровывает всех остальных участников группы и заставляет их бороться между собой за внимание Кано.

## В ролях
- Такэси Китано — Командир Тосидзо Хидзиката
- Рюхэй Мацуда[англ.] — Кано Содзабуро
- Синдзи Такэда[англ.] — Капитан Содзи Окита
- Таданобу Асано — Хёдзо Тасиро
- Ёити Сай[англ.] — Командир Кондо Исами
- Дзиро Сакагами[англ.] — Гэндзабуро Иноуэ[англ.]
- Кодзи Матоба[англ.] — Сугано Хэйбэй
- Маса Томидзу — Инспектор Сусуму Ямадзаки[англ.]

## Награды и номинации
- 2000 — участие в основном конкурсе Каннского кинофестиваля.
- 2000 — премия Японской киноакадемии лучшему новичку года (Рюхэй Мацуда), а также 9 номинаций: лучший фильм, режиссёр, сценарий (оба — Нагиса Осима), актер второго плана (Синдзи Такэда), операторская работа (Тоёмити Курита), работа художника (Ёсинобу Нисиока), монтаж (Томоё Осима), звук (Кунио Андо), освещение.
- 2000 — 4 премии «Голубая лента»: лучший фильм, режиссёр (оба — Нагиса Осима), дебютант (Рюхэй Мацуда), актер второго плана (Синдзи Такэда).
- 2001 — приз журнала «Кинэма Дзюмпо» за лучший актерский дебют (Рюхэй Мацуда).
- 2001 — премия «Майнити» в категориях «лучший актер» (Таданобу Асано) и «лучший новый талант» (Рюхэй Мацуда).
- 2001 — приз лучшему новому таланту (Рюхэй Мацуда) на кинофестивале в Иокогаме.